# Tetraodorhina bicolor
Tetraodorhina bicolor är en skalbaggsart som beskrevs av Pouillaude 1915. Tetraodorhina bicolor ingår i släktet Tetraodorhina och familjen Cetoniidae. Inga underarter finns listade i Catalogue of Life.